# Hubeïta
La hubeïta és un mineral de la classe dels silicats. Va ser anomenada en honor de la província xinesa de Hubei, on va ser descoberta.

## Característiques
La hubeïta és un sorosilicat de fórmula química Ca₂Mn²⁺Fe³⁺Si₄O₁₂(OH)(H₂O)·H₂O. Cristal·litza en el sistema triclínic. La seva duresa a l'escala de Mohs és 5,5.
Segons la classificació de Nickel-Strunz, la hubeïta pertany a «09.BJ: Estructures de sorosilicats amb anions Si₃O10, Si₄O11, etc.; cations en coordinació octaèdrica [6] i major coordinació» juntament amb els següents minerals: orientita, rosenhahnita, trabzonita, thalenita-(Y), fluorthalenita-(Y), tiragal·loïta, medaïta, ruizita, ardennita-(As), ardennita-(V), kilchoanita, kornerupina, prismatina, zunyita i cassagnaïta.

## Formació i jaciments
La hubeïta va ser descoberta a la mina Fengjiashan, a Daye (Huangshi, Hubei, República Popular de la Xina). Es tracta de l'únic indret on ha estat descrita aquesta espècie mineral.